# Rabenbanner

Rabenbanner (moderne Zeichnung)

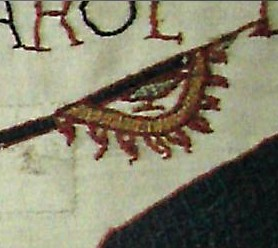
Rabenbanner auf dem Teppich von Bayeux

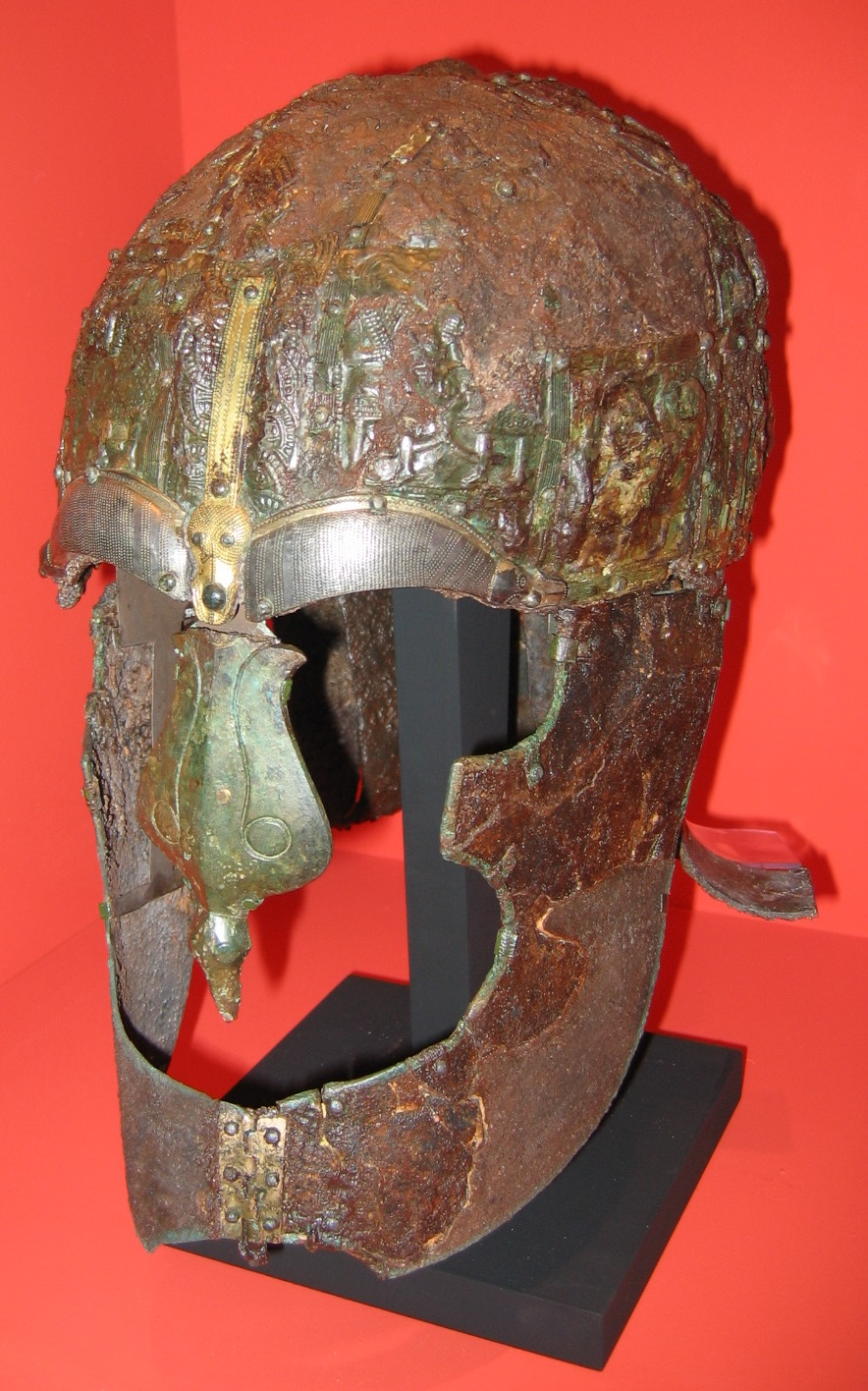
Vendelzeit: Helm mit Nasenschutz in Rabenform, Historisches Museum Stockholm.

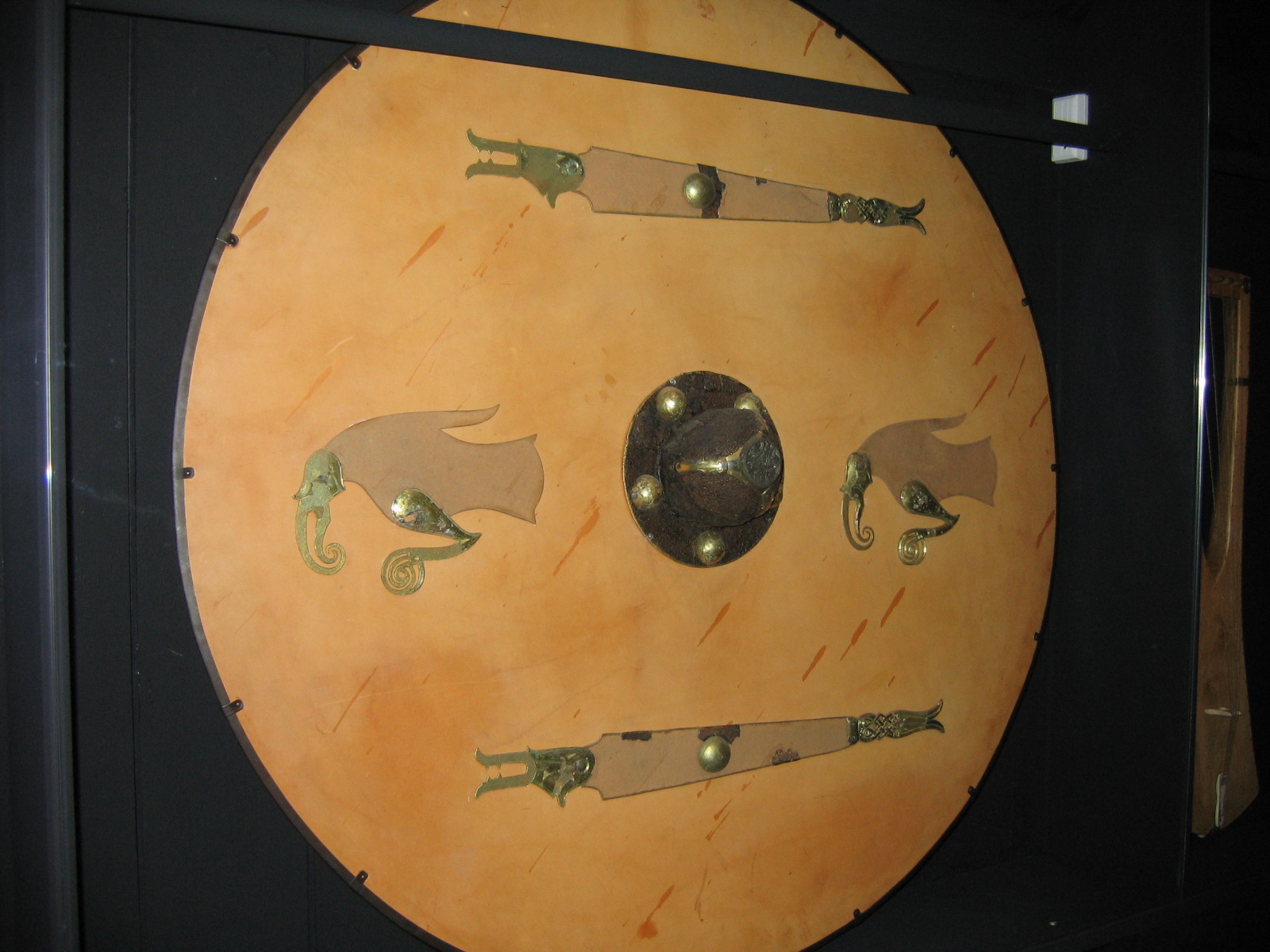
Vendelzeit: Rabenverzierung auf einem Schild, Historisches Museum Stockholm.

Das Rabenbanner (altnordisch: hrafnsmerki; mittelenglisch: hravenlandeye) war ein Banner vielleicht totemischer Natur, das von den Wikingern und den skandinavischen Herren im 9. bis 11. Jahrhunderts verwendet wurde. Es hatte im Allgemeinen eine dreieckige Form, aber einen abgerundeten Rand, der mit Blatt- oder Blumenmotiven verziert war. Es ähnelte den Schiffsfahnen auf Wikingerschiffen.
Nach allgemeiner Auffassung war der Rabe das Symbol Odins, der häufig in der Gesellschaft zweier dieser Vögel, Huginn und Muninn genannt, dargestellt wird. Dieses Banner sollte dem Feind Angst einjagen, indem es die Macht Odins anruft.

## Die Raben-Symbolik in der skandinavischen Kultur
Der Rabe ist ein wichtiges Tier bei den Skandinaviern, da er das Attribut von Odin ist, dem Hauptgott der nordischen Mythologie. Die beiden Raben Huginn ("Gedanke") und Muninn ("Gedächtnis") sind die Boten Odins, für den sie über die Welt auf der Suche nach Informationen fliegen. Deshalb ist einer von Odins Namen Hrafnaguð ("Rabengott"). Im Gylfaginning (um 1220) erklärt der mittelalterliche isländische Historiograph Snorri Sturluson:
"Hrafnar tveir sitja á öxlum honum ok segja í eyru honum öll tíðendi, þau er þeir sjá eða heyra. Þeir heita svá, Huginn ok Muninn. Þá sendir hann í dagan at fljúga um heim allan, ok koma þeir aftr at dögurðarmáli. Þar af verðr hann margra tíðenda víss. Því kalla menn hann Hrafnaguð, svá sem sagt er:
Huginn ok Muninn
fljúga hverjan dag
jörmungrund yfir;
óumk ek Hugin,
at hann aftr né komi,
þó sjáumk ek meir of Munin."
"Zwei Krähen stehen auf Odins Schultern und bringen alles, was sie hören und sehen, an sein Ohr. Sie heißen Huginn und Muninn. Im Morgengrauen schickt er sie über die weite Welt und sie kommen zum Frühstück zurück. Damit er sich über viele Themen auf dem Laufenden hält, bekommt er seinen Namen Rafnagud (der "Rabengott"). Wie es hier heißt:
Huginn und Muninn
Fliegen alle Tage
Über die weite Welt.
Ich habe Angst um Hugin
Dass er nicht zurückkommt
Noch größer ist meine Angst um Munin."
Aus dem Encomium Emmae Reginae wissen wir, dass König Knut der Große 1016 in der Schlacht von Assandun ein Rabenbanner aus weißer Seide mit sich führte.